# Ewa Balicka-Witakowska
Ewa Balicka-Witakowska (ur. 6 maja 1948) – polska historyk sztuki, etiopistka. 

## Życiorys
Absolwentka semitystyki (1972) i historii sztuki (1974) na Uniwersytecie Warszawskim. Doktorat z historii sztuki w 1993 na Uniwersytecie w Uppsali. Od 1999 docent historii sztuki na Uniwersytecie w Uppsali. Jej mężem jest orientalista Witold Witakowski.

## Wybrane publikacje
- La crucifixion sans Crucifié dans l'art éthiopien: recherches sur la survie de l'iconographie chrétienne de l'Antiquité tardive, Warszawa: Zakład Archeologii Śródziemnomorskiej Polskiej Akademii Nauk 1997 [Bibliotheca nubica et aethiopica. Schriftenreihe zur Kultur- und Kunstgeschichte des Raumes um das Rote Meer, 4].
- Hasła [w:] Encyclopaedia aethiopica, vol. 1-4, ed. by Siegbert Uhlig, Wiesbaden 2003-2010.
- (współautor: Michael Gervers), Churches of Ethiopia, vol. 2: The royal foundation of Yemrehannä Krestos, Milano 2011.